# Campeonato Paulista de Futebol Feminino de 1998
O Campeonato Paulista de Futebol Feminino de 1998 foi a 6.ª edição deste campeonato. A equipe da Portuguesa foi a campeã do torneio, após bater o Corinthians por duas vezes na decisão: 2x1 no Pacaembu em 31 de maio e 4x1 no Canindé em 6 de junho.  

## Premiação
| Campeonato Paulista de Futebol Feminino 1998 |
| -------------------------------------------- |
| Portuguesa Campeão (1° título)               |